# Innamorati cronici
(Tagline del film.)
Innamorati cronici (Addicted to Love) è un film del 1997 diretto da Griffin Dunne con protagonisti Meg Ryan e Matthew Broderick.
Le riprese del film si svolsero dal 12 settembre 1996 al 25 novembre 1996.

## Trama
Sam è un astronomo, Maggie una fotografa che gira in motocicletta. I due si incontrano in una fabbrica diroccata situata davanti al palazzo dove abitano assieme i loro rispettivi ex. Inizia così un pedinamento sull'onda della vendetta per rovinare le vite della nuova coppia, così come i due protagonisti ritengono rovinate le proprie. Il film si dipana in divertenti vicende con una sottile vena di cattiveria.

## Riconoscimenti
- 1998 - Online Film & Television Association
  - Candidatura miglior canzone (Addicted to Love, Robert Palmer)